# Тимошівська сільська рада (Михайлівський район)
| Тимошівська сільська рада — колишній орган місцевого самоврядування у Михайлівському районі Запорізької області з адміністративним центром у с. Тимошівка. Сільській раді підпорядковані населені пункти: - с. Тимошівка |

## Склад ради
Рада складається з 20 депутатів та голови.

## Керівний склад сільської ради
| ПІБ                      | Основні відомості                                                         | Дата обрання | Дата звільнення |
| ------------------------ | ------------------------------------------------------------------------- | ------------ | --------------- |
| Петров Андрій Васильович | Сільський голова, 1976 року народження, освіта, член Партії регіонів      | 26.03.2006   | 31.10.2010      |
| Петров Андрій Васильович | Сільський голова, 1976 року народження, освіта вища, член Партії регіонів | 31.10.2010   |                 |

Примітка: таблиця складена за даними джерела